# Hysterura bergmani
Hysterura bergmani är en fjärilsart som beskrevs av Felix Bryk 1948. Hysterura bergmani ingår i släktet Hysterura och familjen mätare. Inga underarter finns listade i Catalogue of Life.